# Wilson Ramírez
Wilson Ramírez Cardozo (Mollendo, Departamento de Arequipa, Perú, 4 de septiembre de 1960) es un exfutbolista peruano que se desempeñaba como delanterocentro.
Es hermano del también exfutbolista, Jorge Ramírez Cardozo, incluso llegaron a ser compañeros de equipo.

## Trayectoria
Wilson Ramírez empezó en las divisiones inferiores del FBC Melgar, donde militó de 1979 a 1982, en 1983 pasa a CNI donde estuvo 2 temporadas paralelas y al siguiente año en 1984 juega en los Diablos Rojos.
En 1986 pasa al Juventud La Palma donde comparte vestuarios con el goleador y con pasado aliancista, José Andrés Carranza.
En 1987 bajo el mando de César Cubilla jugaría con la camiseta de Deportivo Municipal y se convierte en una de las revelaciones del fútbol peruano en aquel año.
En 1988 retornó al FBC Melgar, donde en primera etapa era revulsivo como volante, al regresar fue un jugador temperamental y de buena pegada, en los tres años que jugó en este club anotó 28 goles, anotando 21 goles en su primera campaña y convirtiendo ante Alianza Lima, a Universitario de Deportes y Sport Boys. En 1986 bajo la dirección de Rufino Bernales juega 17 partidos, convirtiendo 2 goles. 
Ya en 1991 una lesión no le permite tener regularidad suficiente con la camiseta rojinegra.
Durante ese tiempo es cedido al FBC Aurora, equipo de la misma ciudad, permaneciendo una sola temporada. 
En 1992 se da su traspaso a Alianza Atlético con presentaciones regulares. 
Sus últimas dos temporadas en el futbol profesional las juega en el UTC de Cajamarca.

## Estadísticas
| Club                       | Div.          | Temporada     | Liga  | Liga  | Copas nacionales | Copas nacionales | Copas internacionales | Copas internacionales | Total | Total |
| Club                       | Div.          | Temporada     | Part. | Goles | Part.            | Goles            | Part.                 | Goles                 | Part. | Goles |
| -------------------------- | ------------- | ------------- | ----- | ----- | ---------------- | ---------------- | --------------------- | --------------------- | ----- | ----- |
| FBC Melgar · Perú          | 1.ª           | 1981 - 1982   | 35    | 8     | ―                | ―                | 2                     | 0                     | 37    | 8     |
| FBC Melgar · Perú          | Total club    | Total club    | 35    | 8     | 0                | 0                | 2                     | 0                     | 37    | 8     |
| CNI · Perú                 | 1.ª           | 1983          | 22    | 6     | —                | —                | —                     | —                     | 22    | 6     |
| CNI · Perú                 | 1.ª           | 1985          | 26    | 7     | —                | —                | —                     | —                     | 26    | 7     |
| CNI · Perú                 | Total club    | Total club    | 34    | 11    | 2                | 0                | 0                     | 0                     | 48    | 13    |
| Diablos Rojos · Perú       | 2.ª           | 1984          | 19    | 5     | 1                | 0                | —                     | —                     | 20    | 5     |
| Diablos Rojos · Perú       | Total club    | Total club    | 19    | 5     | 1                | 0                | 0                     | 0                     | 20    | 5     |
| Juventud La Palma · Perú   | 1.ª           | 1986          | 19    | 7     | 4                | 0                | —                     | —                     | 23    | 7     |
| Juventud La Palma · Perú   | Total club    | Total club    | 19    | 7     | 4                | 0                | 0                     | 0                     | 23    | 7     |
| Deportivo Municipal · Perú | 1.ª           | 1987          | 23    | 10    | ―                | ―                | —                     | —                     | 23    | 10    |
| Deportivo Municipal · Perú | Total club    | Total club    | 23    | 10    | 0                | 0                | 0                     | 0                     | 23    | 10    |
| FBC Melgar · Perú          | 1.ª           | 1988          | 34    | 21    | —                | —                | —                     | —                     | 34    | 21    |
| FBC Melgar · Perú          | 1.ª           | 1990          | 15    | 2     | 2                | 0                | —                     | —                     | 17    | 2     |
| FBC Melgar · Perú          | 1.ª           | 1991          | 16    | 4     | —                | —                | —                     | —                     | 16    | 4     |
| FBC Melgar · Perú          | Total club    | Total club    | 67    | 27    | 2                | 0                | 0                     | 0                     | 68    | 27    |
| FBC Aurora · Perú          | 1.ª           | 1989          | 28    | 13    | ―                | ―                | —                     | —                     | 28    | 13    |
| FBC Aurora · Perú          | Total club    | Total club    | 28    | 13    | 0                | 0                | 0                     | 0                     | 28    | 13    |
| Alianza Atlético · Perú    | 1.ª           | 1992          | 14    | 3     | ―                | ―                | —                     | —                     | 14    | 3     |
| Alianza Atlético · Perú    | Total club    | Total club    | 14    | 3     | 0                | 0                | 0                     | 0                     | 14    | 3     |
| UTC · Perú                 | 1.ª           | 1993          | 27    | 8     | 2                | 0                | —                     | —                     | 29    | 8     |
| UTC · Perú                 | 1.ª           | 1994          | 12    | 2     | —                | —                | —                     | —                     | 12    | 2     |
| UTC · Perú                 | Total club    | Total club    | 39    | 10    | 2                | 0                | 0                     | 0                     | 41    | 10    |
| Total carrera              | Total carrera | Total carrera | 288   | 92    | 11               | 1                | 2                     | 0                     | 305   | 96    |

## Palmarés

### Campeonatos nacionales
| Título                     | Club          | País | Año  |
| -------------------------- | ------------- | ---- | ---- |
| Campeonato Descentralizado | F.B.C. Melgar | Perú | 1981 |